# Хамадеев, Рашит Саитович
Рашит Саитович Хамадеев (тат. Рәшит Сәет улы Хәмәдиев; 20 мая 1947, д. Батыр, Аксубаевский район, Татарская АССР, РСФСР, СССР — 3 августа 2003, Набережные Челны, Татарстан, Россия) — советский партийный и российский государственный деятель, глава администрации города Набережные Челны (1999—2003), Заинского (1993—1999) и Мензелинского (1991—1993) районов, первый секретарь Мензелинского райкома КПСС (1985—1991), заслуженный работник сельского хозяйства Российской Федерации и Республики Татарстан.

## Биография
Родился 20 мая 1947 года в деревне Батыр Аксубаевского района Татарской АССР.
В 1970 году окончил Казанский государственный ветеринарный институт.
Также он имел и юридическое образование, которое получил в Московском гуманитарно-экономическом институте. 
Имел учёную степень кандидата социологических наук.
Трудовую деятельность начал в 1970 году зоотехником совхоза «Рассвет» Заинского района.
В 1976—1979 гг. возглавлял совхоз «Заветы Ильича» и колхоз «Искра» в Заинском районе.
В 1982—1983 гг. — второй секретарь Заинского горкома КПСС.
В 1983—1985 гг. — председатель Заинского райисполкома.
В 1985—1991 гг. — первый секретарь Мензелинского горкома КПСС.
В 1991—1993 гг. — глава администрации Мензелинского района.
В 1993—1999 гг. — глава администрации Заинского района.
В 1999—2003 гг. — глава администрации города Набережные Челны.
Депутат Государственного Совета Республики Татарстан I и II созывов.
Скончался 3 августа 2003 года на 57-м году жизни после того, как перенёс уже третий по счёту инфаркт.. 

«Так, без показухи, могут работать только крупные и способные на большие дела люди. Он никогда не жаловался, и мы даже не знали, что он на ногах перенес два инфаркта. И вот случился третий. Рашит Саитович был очень ранимым человеком, что присуще честным людям. А раны оставляют след на сердце...»— Минтимер Шаймиев
Похоронен на своей малой родине — в Аксубаевском районе.

## Награды
- Заслуженный работник сельского хозяйства Российской Федерации
- Заслуженный работник сельского хозяйства Республики Татарстан
- Почётная грамота Республики Татарстан
- Почётный гражданин Набережных Челнов (2004, посмертно)